# День незалежності США
День незалежності США — державне свято Сполучених Штатів Америки, яке відзначається щороку 4 липня (часто так і називається: «Четверте липня») і є федеральним вихідним днем. Свято встановлене на честь Декларації незалежності США від Об'єднаного Королівства Великої Британії, підписаної 4 липня 1776 року.

## Набуття незалежності
Під час Американської революції офіційне від'єднання 13 британських колоній від Великої Британії сталося 2 липня 1776 р., коли Другий Континентальний конгрес на закритому засіданні проголосував за Резолюцію Лі представника Вірджинії Річарда Генрі Лі, яка проголосила, що Америка стала незалежною. Після голосування за цю резолюцію Конгрес вирішив видати додатковий документ, який би пояснював це рішення — Декларацію незалежності США. Її проєкт написав т. зв. Комітет п'ятьох на чолі з Томасом Джефферсоном. Після обговорення проєкту на дебатах, поправок і доповнень, Декларація була підписана 4 липня 1776 р.. Днем раніше Джон Адамс (згодом 2-й президент США) написав своїй дружині Ебігейль:
|  | Другий день липня 1776 року буде найпам’ятнішим епохальним днем в історії Америки. Я глибоко переконаний, що він святкуватиметься прийдешніми поколіннями, як велика річниця-фестиваль. Це має відзначатися як день визволення і акт відданості всемогутньому Господу та супроводжуватися шоу, іграми, спортивними змаганнями, залпами, салютами, дзвонами й ілюмінацією з одного боку континенту до іншого, відсьогодні й на всі віки. |

Прогноз Адамса справдився, але з поправкою на 2 дні. Отже, американці відзначають незалежність 4 липня, у день, зазначений в оригіналі Декларації незалежності США, а не 2 липня — день голосування за Резолюцію Лі. Історики довго сперечалися, чи дійсно Декларацію підписали саме 4 липня, як зазначено в письмових свідченнях Томаса Джефферсона, Джона Адамса і Бенджаміна Франкліна. Більшість істориків дійшли висновку, що Декларацію насправді підписали майже на місяць пізніше затвердження, а саме 2 серпня 1776 р.
Примітно, що двоє підписантів Декларації Джон Адамс і Томас Джефферсон, які згодом стали Президентами США, померли в один і той самий день — 4 липня 1826 р. на 50-ту річницю Декларації. Також 4 липня у 1831 р. помер 5-й президент США Джеймс Монро. А 4 липня у 1872 р. народився 30-й президент США Калвін Кулідж — єдиний із глав держави, народжений у День незалежності.

## Практика святкування
- У 1777 р. 4 липня у м. Бристоль, Род-Айленд, пролунали по 13 залпів вранці та ввечері. Так Філадельфія відсвяткувала першу річницю незалежності в манері, яка знайома сучасним американцям: офіційна вечеря членів Конгресу, проголошення тостів, 13 залпів, промови, молитви, музика, паради, огляд військ і феєрверки. Кораблі прикрашені червоними, білими й синіми стрічками[8].
- У 1778 р. генерал Джордж Вашингтон відзначив 4 липня наказом видати своїм солдатам подвійну порцію рому й здійснити артилерійський салют. На іншому боці Атлантичного океану, в Парижі, Франція, американський Посол Джон Адамс і Бенджамін Франклін влаштували урочисту вечерю для експатів-американців[9].
- У 1779 р. 4 липня припало на неділю, тож понеділок зробили вихідним днем для святкувань[9].
- У 1781 р. Генеральні збори штату Массачусетс стали першим законодавчим органом США, який проголосив 4 липня офіційним святом[9].
- У 1783 р. прихожани протестантської Моравської церкви у м. Вінстон-Салем, Північна Кароліна, відсвяткували 4 липня виконанням складного музичного твору Йоганна Фрідріха Пітера «Псалом радості».
- У 1791 р. вперше зафіксовано використання під час святкувань назви «День незалежності».
- У 1820 р. наймасовіше святкування 4 липня відбулося в м. Істпорт, штат Мен[10].
- У 1870 р. Конгрес США зробив День незалежності хоч і неоплачуваним, але все ж таки вихідним днем для федеральних службовців[11].
- У 1938 р. Конгрес США постановив, що День незалежності має бути оплачуваним вихідним днем для всіх[12].